# Coupe de la Ligue de Singapour de football
La Coupe de la Ligue de Singapour de football est une compétition de football opposant les équipes du Championnat de Singapour de football dans un tournoi à élimination directe.

## Palmarès
| Année | Vainqueur                    | Score                  | Finaliste                 |
| ----- | ---------------------------- | ---------------------- | ------------------------- |
| 2007  | Woodlands Wellington FC      | 4 - 0                  | Sengkang Punggol FC       |
| 2008  | Gombak United FC (en)        | 2 - 1                  | Super Reds FC (en)        |
| 2009  | Brunei DPMM FC               | 1 - 1 ap (4 - 3 t.a.b) | Singapour Armed Forces FC |
| 2010  | Etoile FC                    | 3 - 1                  | Woodlands Wellington FC   |
| 2011  | Albirex Niigata Singapour FC | 0 - 0 ap (5 - 4 t.a.b) | Hougang United FC         |